# 十里铺乡 (昌黎县)
十里铺乡，是中华人民共和国河北省秦皇岛市昌黎县下辖的一个乡镇级行政单位。

## 行政区划
十里铺乡下辖以下地区：
十里铺村、张各庄一村、张各庄二村、张各庄三村、苓芝顶村、王稗庄村、耿庄村、秦印庄村、东山马庄村、条子峪村、西山场村和湾里村。